# فرناندو غونزاليس (لاعب كرة قدم)
فرناندو غونزاليس (بالإسبانية: Fernando González)‏ هو لاعب كرة قدم أرجنتيني في مركز الدفاع، ولد في 25 سبتمبر 1988 في ترانك لوكن ‏ في الأرجنتين. لعب مع سان مارتين دي سان خوان.

## وصلات خارجية
- فرناندو غونزاليس على موقع قاعدة بيانات كرة القدم.إي يو (الإنجليزية)
- فرناندو غونزاليس على موقع Soccerway.com (الإنجليزية)